# Panaeolina foenisecii
 
Гнойовик сінний, Панеоліна сінокісна (Panaeolina foenisecii) — вид грибів роду Панеоліна (Panaeolina). Сучасну біномінальну назву надано у 1933 році. 

## Будова
Шапинка гриба дзвоникоподібна, 1-2 см. Її колір коричневий, світлішає до центру. Строкаті коричневі пластини прирослі до ніжки. Споровий порошок коричневий.

## Життєвий цикл
Плодові тіла з'являються у липні - грудні. 

## Поширення та середовище існування
Росте на газонах у невисокій траві.

## Практичне використання
Не їстівний. У деяких дослідженнях зазначають, що він містить психоактивні речовини.

## Схожість
Гриб схожий на Laccaria laccata, Panaeolus cinctulus та Panaeolus olivaceus.

## Галерея

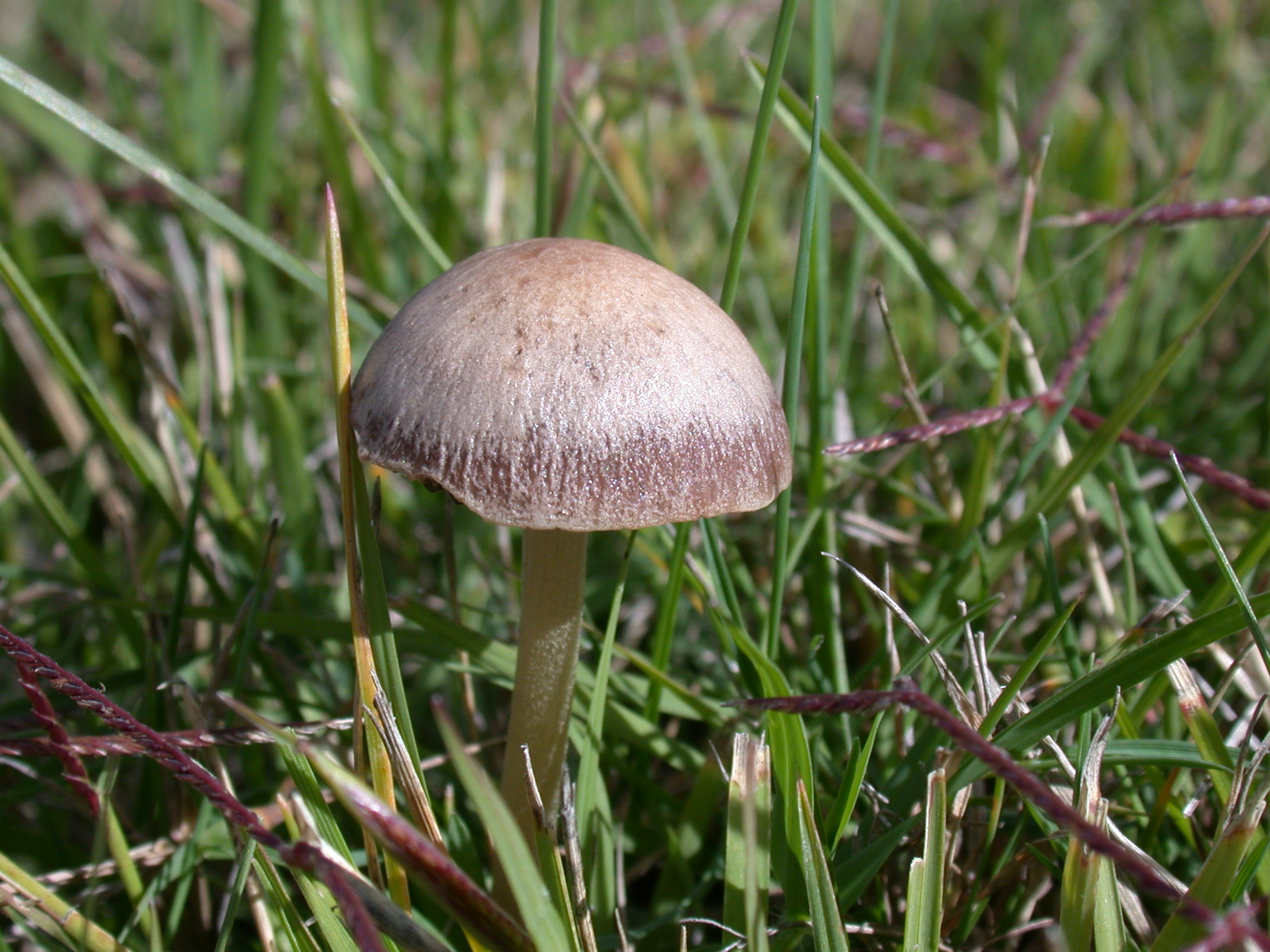
Дикий Panaeolus foenisecii
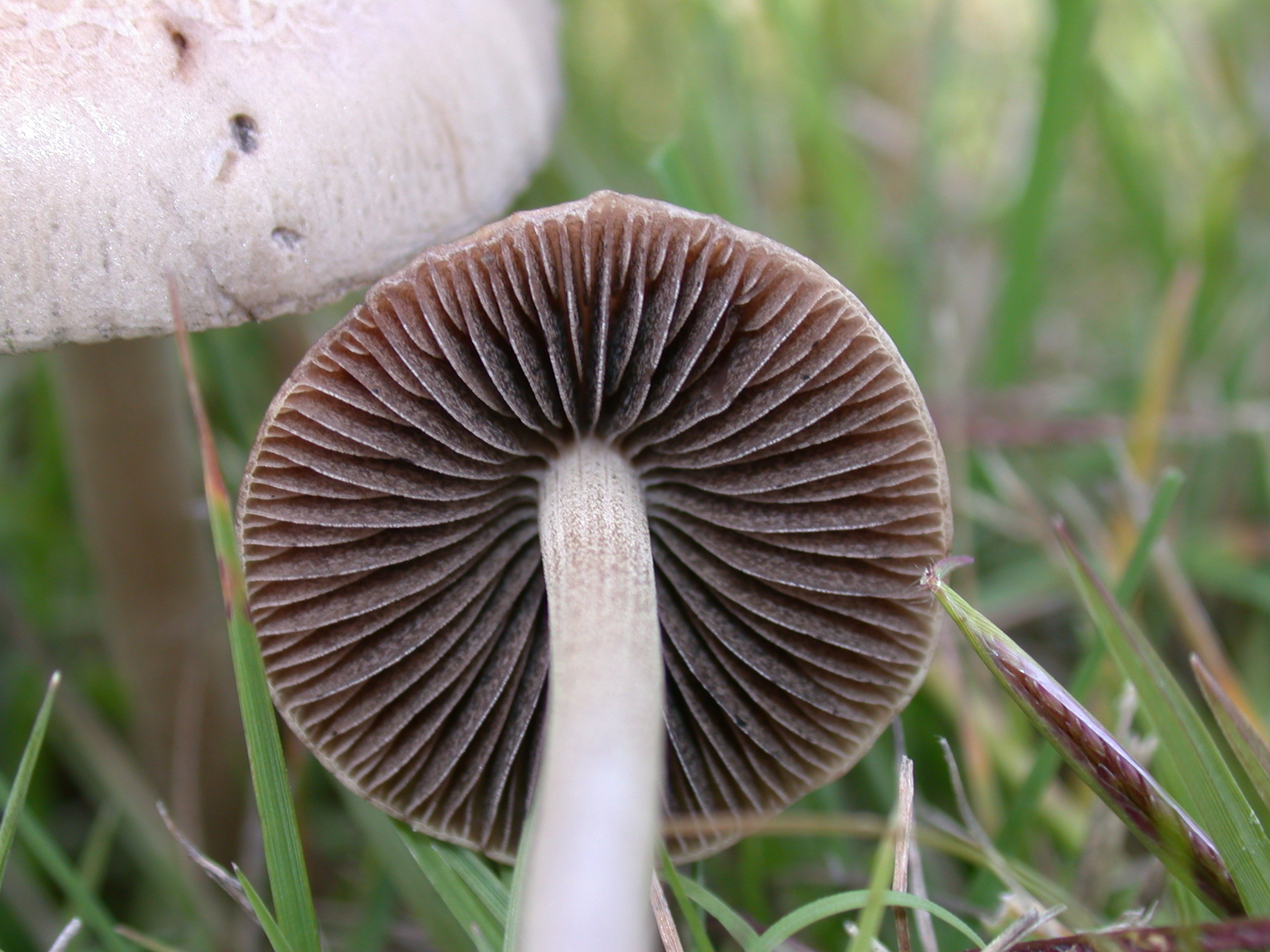
Вид знизу
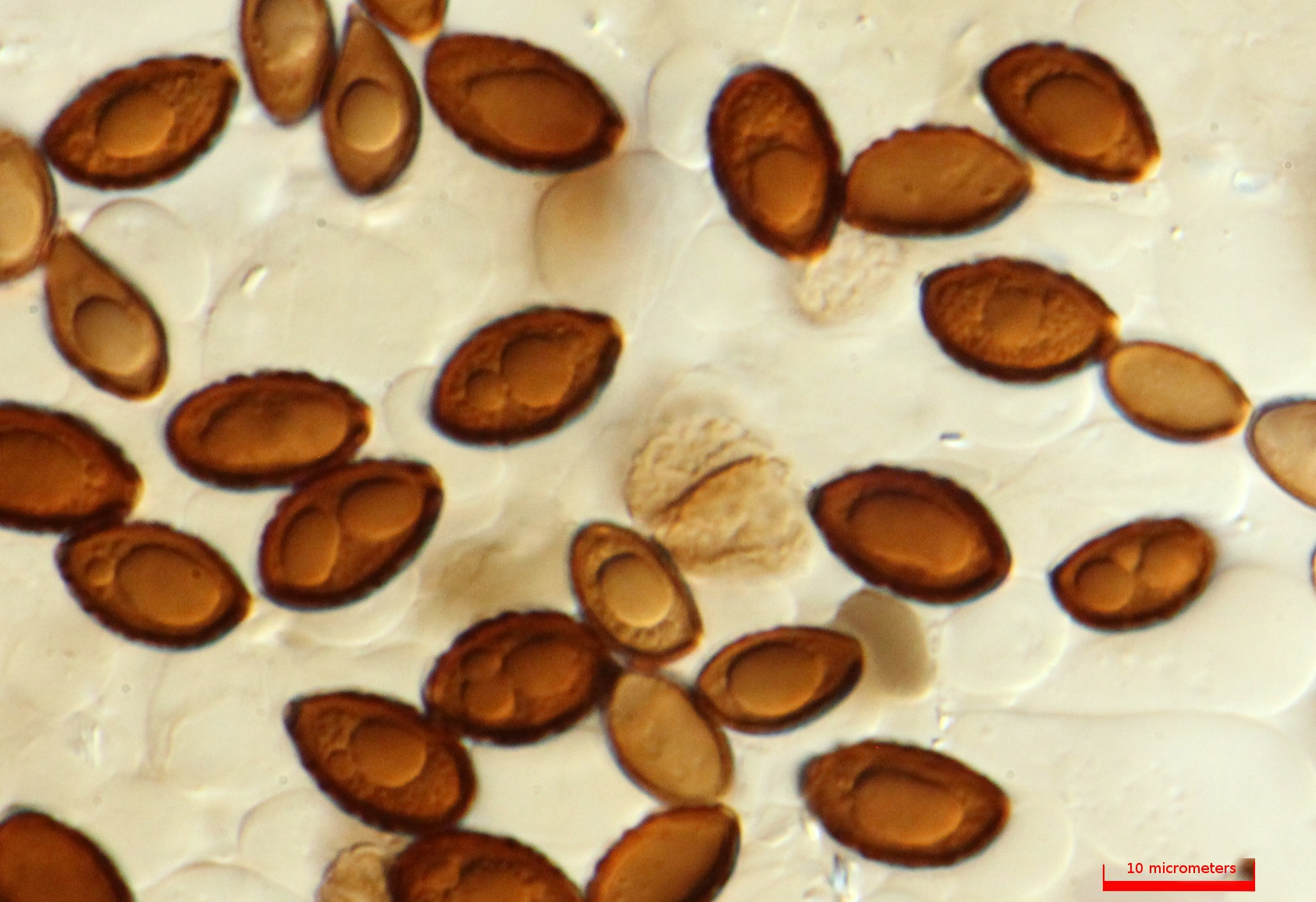
Збільшене зображення спор Panaeolus foenisecii
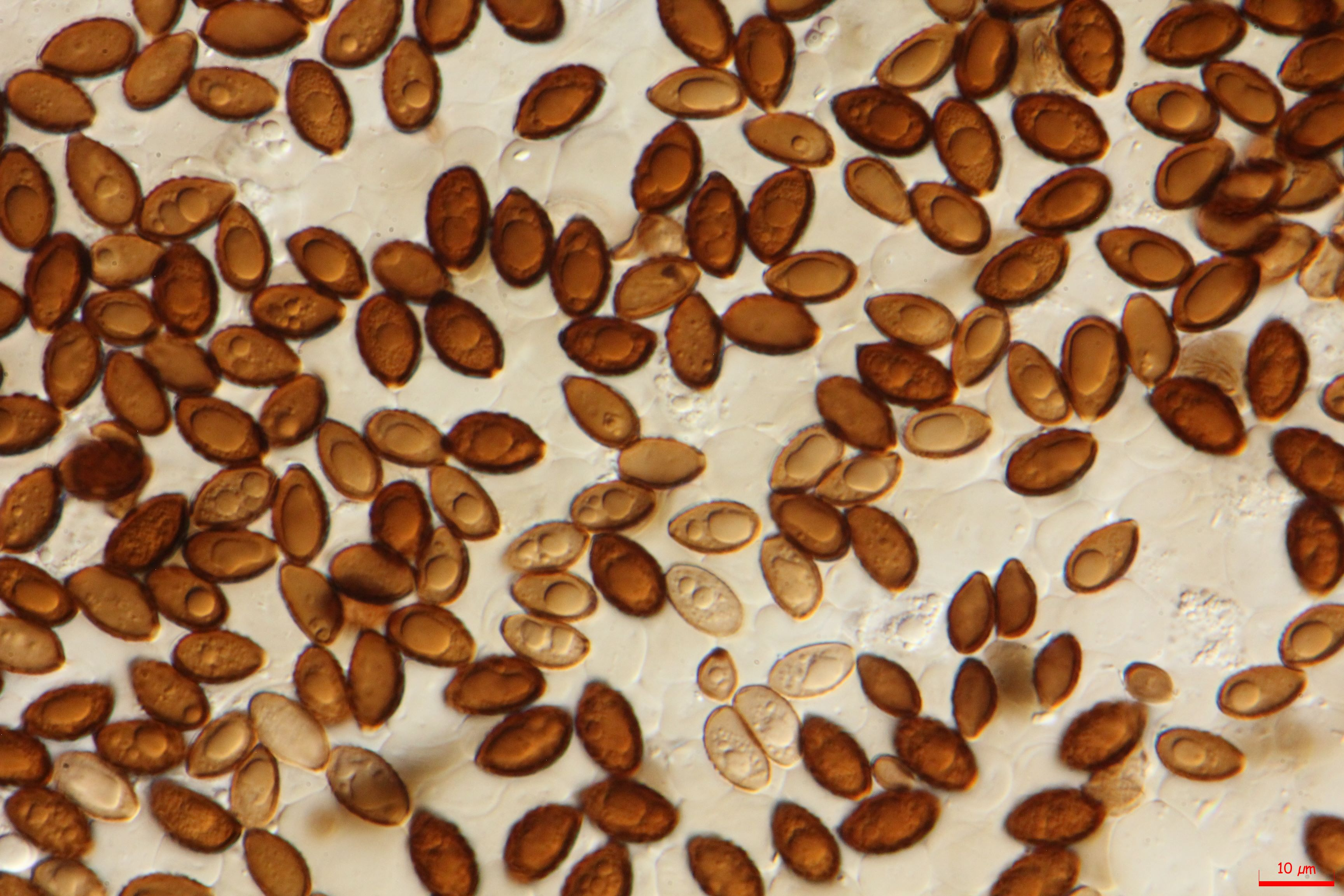
Спори Panaeolus foenisecii